# Конан Ґрей
Ко́нан Лі Ґрей (англ. Conan Lee Gray; 5 грудня 1998 , Лемон-Гроув, Каліфорнія ) — американський співак і блогер. Свою кар'єру розпочав на ютубі, де публікував кавери пісень. 2018 року Ґрей уклав угоду з фірмою звукозапису «Репаблік рекордз», і згодом випустив свій перший мініальбом „Sunset Season“ (з англ. Пора заходу сонця), який зібрав понад 300 мільйонів прослуховувань онлайн. Його перший студійний альбом, „Kid Krow“ (з англ. Малюк-ґава), що вийшов у березні 2020 року, отримав п'яте місце у рейтингу «Білборд 200». Завдяки успіху альбому, Конан Ґрей став найпопулярнішим американським артистом-початківцем 2020 року. Його сингл „Maniac“ (з англ. Маніяк) набрав понад 200 мільйонів прослуховувань лише на «Спотіфай» й отримав рівень «платинового» в Австралії й Канаді та «золотого» в США.

## Дискографія

### Студійні альбоми
| Назва    | Подробиці | Найвища позиція у чартах | Найвища позиція у чартах | Найвища позиція у чартах | Найвища позиція у чартах | Найвища позиція у чартах | Найвища позиція у чартах | Найвища позиція у чартах | Найвища позиція у чартах | Найвища позиція у чартах | Найвища позиція у чартах |
| Назва    | Подробиці | US                       | AUS                      | BEL (FL)                 | CAN                      | IRE                      | NLD                      | NOR                      | NZ                       | SPA                      | UK                       |
| -------- | --- | ------------------------ | ------------------------ | ------------------------ | ------------------------ | ------------------------ | ------------------------ | ------------------------ | ------------------------ | ------------------------ | ------------------------ |
| Kid Krow | - Випущено: 20 березня 2020 - Лейбл: Republic, UMG - Формати: компакт-диск, довгогральна платівка, завантажувальний, потоковий, касета | 5                        | 26                       | 49                       | 5                        | 20                       | 43                       | 32                       | 32                       | 39                       | 30                       |

### Мініальбоми
| Назва         | Подробиці | Найвища позиція у чартах | Найвища позиція у чартах | Найвища позиція у чартах |
| Назва         | Подробиці | US                       | US Heat.                 | UK Down.                 |
| ------------- | --- | ------------------------ | ------------------------ | ------------------------ |
| Sunset Season | - Випущено: 16 листопада 2018 - Лейбл: Репаблік рекордз, UMG - Формати: Компакт-диск, довгогральна платівка, завантажувальний, потоковий | 116                      | 2                        | 57                       |

### Сингли
| "Idle Town"                                                                       | 2017 | —  | —  | —  | —  | —  | —  | —  | — | —  | —  |                                                  | Sunset Season                       |
| "Grow"                                                                            | 2017 | —  | —  | —  | —  | —  | —  | —  | — | —  | —  |                                                  | Сингл, що не був включений в альбом |
| "Generation Why"                                                                  | 2018 | —  | —  | —  | —  | —  | —  | —  | — | —  | —  |                                                  | Sunset Season                       |
| "Crush Culture"                                                                   | 2018 | —  | —  | —  | —  | —  | —  | —  | — | —  | —  |                                                  | Sunset Season                       |
| "The Other Side"                                                                  | 2019 | —  | —  | —  | —  | —  | —  | —  | — | —  | —  |                                                  | Сингл, що не був включений в альбом |
| "The King"                                                                        | 2019 | —  | —  | —  | —  | —  | —  | —  | — | —  | —  |                                                  | Сингл, що не був включений в альбом |
| "Checkmate"                                                                       | 2019 | —  | —  | —  | —  | —  | —  | —  | — | —  | —  |                                                  | Kid Krow                            |
| "Comfort Crowd"                                                                   | 2019 | —  | —  | —  | —  | —  | —  | —  | — | —  | —  |                                                  | Kid Krow                            |
| "Maniac"                                                                          | 2019 | —  | 24 | 41 | —  | 83 | —  | —  | — | —  | —  | - ARIA: Платинова - MC: Платинова - RIAA: Золота | Kid Krow                            |
| "The Story"                                                                       | 2020 | —  | —  | 43 | —  | —  | —  | —  | — | —  | —  |                                                  | Kid Krow                            |
| "Wish You Were Sober"                                                             | 2020 | —  | —  | —  | —  | —  | —  | —  | — | —  | —  |                                                  | Kid Krow                            |
| "Heather"                                                                         | 2020 | 46 | 13 | 1  | 26 | 12 | 21 | 13 | 2 | 41 | 17 | - MC: Золота - RMNZ: Золота                      | Kid Krow                            |
| "—" позначає запис, який не потрапив у чарти або не був виданий на цій території. |      |    |    |    |    |    |    |    |   |    |    |                                                  |                                     |

### Інші пісні
| Назва       | Рік  | Найвища позиція у чартах | Альбом   |
| Назва       | Рік  | NZ Hot                   | Альбом   |
| ----------- | ---- | ------------------------ | -------- |
| "Affluenza" | 2020 | 36                       | Kid Krow |